# Mario Lupo (storico)
Mario Lupo, o Mario Giuseppe Lupi (Bergamo, 14 marzo 1720 – 7 novembre 1789), è stato uno storico, bibliotecario e religioso italiano.

## Biografia
Mario Giuseppe Lupi nacque a Bergamo, figlio primogenito di Cesare Filippo Lupi conte della nobile famiglia Lupi e Marianna Roncalli, della nobile famiglia Roncalli. Fu battezzato il 16 marzo del medesimo anno nella chiesa di chiesa di san Salvatore. A Bergamo intraprese gli studi presso l'istituto mariano, proseguendoli poi nel Seminario vescovile. Fu mandato a Roma nel 1736 a completare la sua formazione scolastica.

Il 13 marzo 1743 gli fu conferito il titolo di canonico primicerio della collegiata della basilica di sant'Alessandro, diventandone poi bibliotecario e dedicandosi alla ricerca storica. 
Il 31 agosto 1743 si laureò in teologia nel Collegio romano, il giorno dopo fu ordinato suddiacono, il 21 settembre diacono e il 7 aprile 1744 sacerdote.
Negli anni trascorsi a Roma venne a contatto con il marchese Theodoli che lo avvicinò ai salotti romani, dove conobbe padre Tommaso Mamachi e padre Giuseppe Agostino Orsi.
Nel 1761 fu nominato reverendo “patrone” della Congregazione della Misericordia Maggiore che gestiva la basilica di Santa Maria Maggiore di Bergamo. Era l'incarico che veniva dato al canonico che doveva educare e formare sia l'aspetto spirituale che morale gli amministratori della congregazione. Incarico che dovrà lasciare quando l'autorità veneziana proibirà ai diversi enti e istituti benefici cittadini, di aver tra i proprio incaricati i religiosi. Successivamente fu nominato primicerio della cattedrale dal 1762, assumendo la prebenda di Brembate di Sopra-
Non ebbe una vita di salute, le sue molte malattie lo portarono a trascorrere un periodo di convalescenza a Milano presso il principe Antonio Teodoro Gaetano Gallio Trivulzio, riprendendo la sua attività nel settembre del 1766 quando curò la traslazione di santi Fermo Rustico e Procolo nell'altare a loro dedicato nel duomo.
Nell'ottobre del 1767 fu colpito da una grave sordità che non gli impedì di proseguire negli obblighi assunti.
Fu tra i promotori della ricostituzione dell'Accademia degli Eccitati con l'abate Pier Antonio Serassi e redattore della sontuosa opera Codex civitatis et ecclesiae Bergomatis (1784) per la quale è ricordato.
La Biblioteca civica Angelo Mai di Bergamo conserva alcuni suoi scritti e la sua corrispondenza.

## Opere
- Canonici Bergomatis De notis chronologicis anni mortis, et nativitatis domini nostri Jesu Christi dissertationes duae, Roma, 1744.[5]
- Codex diplomaticus civitatis, et ecclesiae bergomatis a canonico Mario Lupo eiusdem ecclesiae primicenio digestus notis, et animaduersionibus illustratus., in 2 volumi, Bergamo, ex typographia Vincentii Antoine, 1784-1799.
- De Parochiis ante annum Christi millesimum, apud V. Antoine, 1788.
- Opus postumum editum ac monumentis et commentariis auctum a presbitero, Bergamo, I. Ronchetti, 1799. opera postuma